# Комплекс детской больницы в память Священного коронования Их Императорских Величеств
Комплекс детской больницы в память Священного коронования Их Императорских Величеств — памятник архитектуры. Расположен в в Выборгском районе Санкт-Петербурга, современный адрес домов комплекса — Большой Сампсониевский проспект, 65, Литовская улица, 2.
Комплекс построен по проекту М. И. Китнера в 1901—1905 годах по павильонной системе, соответствовавшей стандартам времён постройки (для дифференциации корпусов по заболеваниям, повышения инсоляции и воздухообмена). На участке расположено 18 корпусов, из них 6 достроено в 1916 году по проекту С. С. Кричинского.
Городская дума инициировала постройку детской больницы в мае 1896 года. Изначально планировалось построить её на Петровском острове, проект составил П. Ю. Сюзор; в 1899 году начались работы по обустройству канализации, планировалось завершить постройку до зимы 1901/02 годов, но в октябре 1899 года был одобрен перенос на Выборгскую сторону на место огородов лейб-гвардии Московского полка. Новый проект П. Ю. Сюзора и Н. Ф. Беккера (в сотрудничестве с К. А. Раухфусом) от 12 мая 1900 года был одобрен комиссией по постройке больницы 20 мая, в августе одобрен Городской управой и в марте 1901 года — градоначальником. Но после этого по неизвестным причинам проект был отдан на переработку М. И. Китнеру (как минимум на некоторых этапах он сотрудничал с В. В. Блаватским и ещё двумя соавторами, фамилии которых на чертежах написаны неразборчиво). Был оставлен оригинальный замысел: группировка павильонов по их функциям, примерно посередине — два инфекционных павильона, южнее — корпус для незаразных пациентов, амбулатория в юго-западной части участка, электростанция с прачечной и кухней — в юго-восточной, у северо-восточного угла расположена часовня, у северо-западного — приёмная станция. Китнер переработал стиль строений: изначально корпуса были решены в стиле поздней рационалистической эклектики с чертами кирпичного стиля. Кроме того, здания были расположены более симметрично, чем в изначальном проекте. Прежние авторы вошли в строительную комиссию, а начавшиеся 23 августа 1901 года работы были поручены подрядчику П. Т. Бадаеву.
К 22 октября 1901 года главный корпус уже был подведён под крышу, планировалось построить всю больницу к юбилею города (к концу мая 1903 года), но в 1903 году постройка продолжалась и оборудование только началось. А. К. Павловский занимался пароводяным отоплением и механической вентиляцией. Работы обошлись в 1700 тысяч рублей, что повлекло за собой расследование в 1907 году, в рамках которого А. К. Павловский признал больницу лучшей в городе. Больница была освящена 27 мая 1905 года.
Комплекс был рассчитан на 400 пациентов (по другим источникам — на 650), в том числе 120 мест располагалось в главном корпусе. В больнице были как малые (на 1-4 человек), так и большие (до 10 мест) палаты.

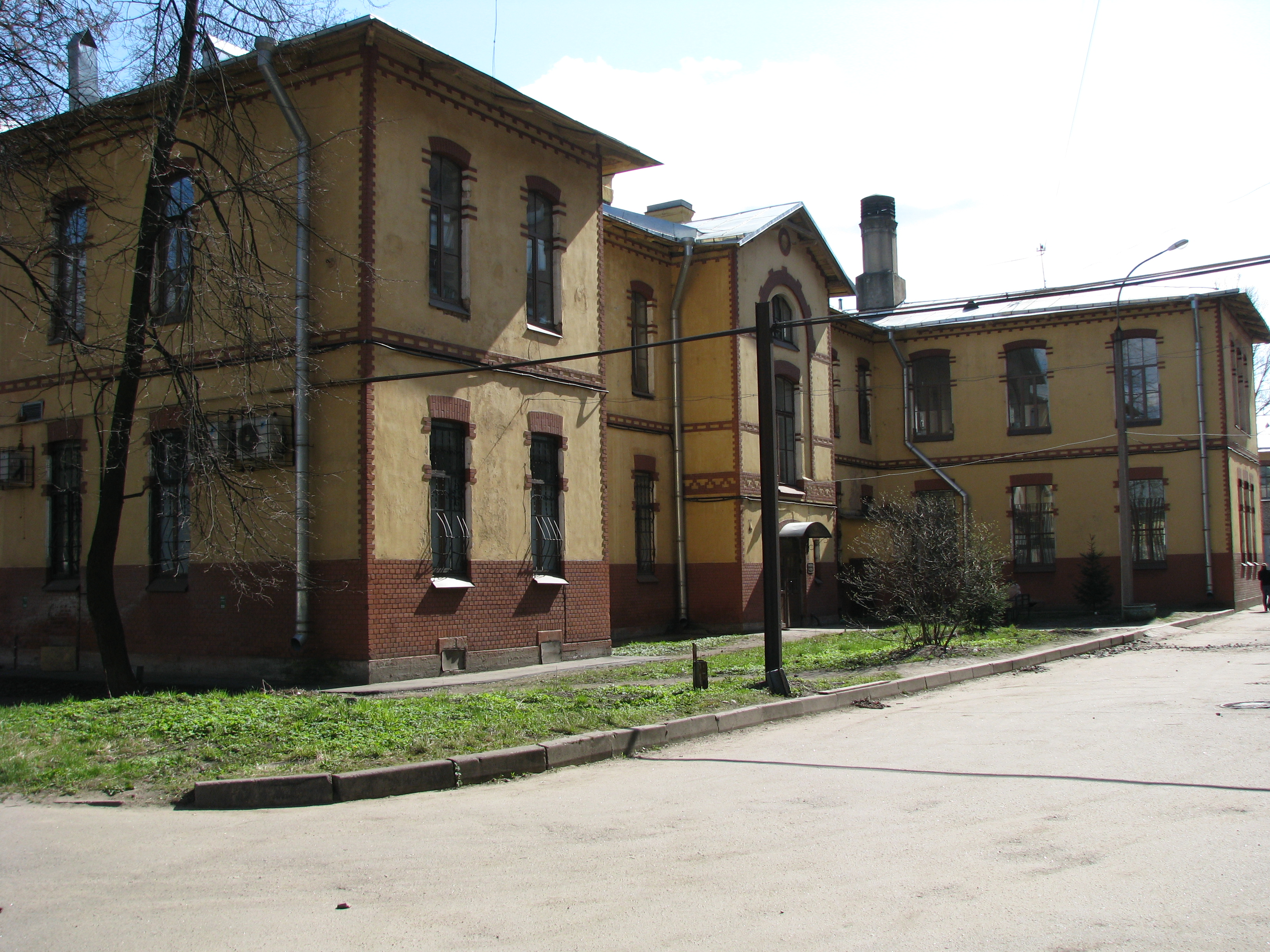
Главный корпус

В главном симметричном Ш-образном двухэтажном корпусе располагались терапевтическое и хирургическое отделения. В центральном ризалите южного фасада был зал врачебной гимнастики с тремя высокими окнами, в крыльях располагались большие палаты, в промежуточных звеньях — малые. В повышенных ризалитах боковых крыльев расположены лестничные клетки. Стены выкрашены в светло-жёлтый цвет, кирпичный цоколь поднимается выше нижней линии окон, геометрический узор фасада также выложен из красного кирпича.

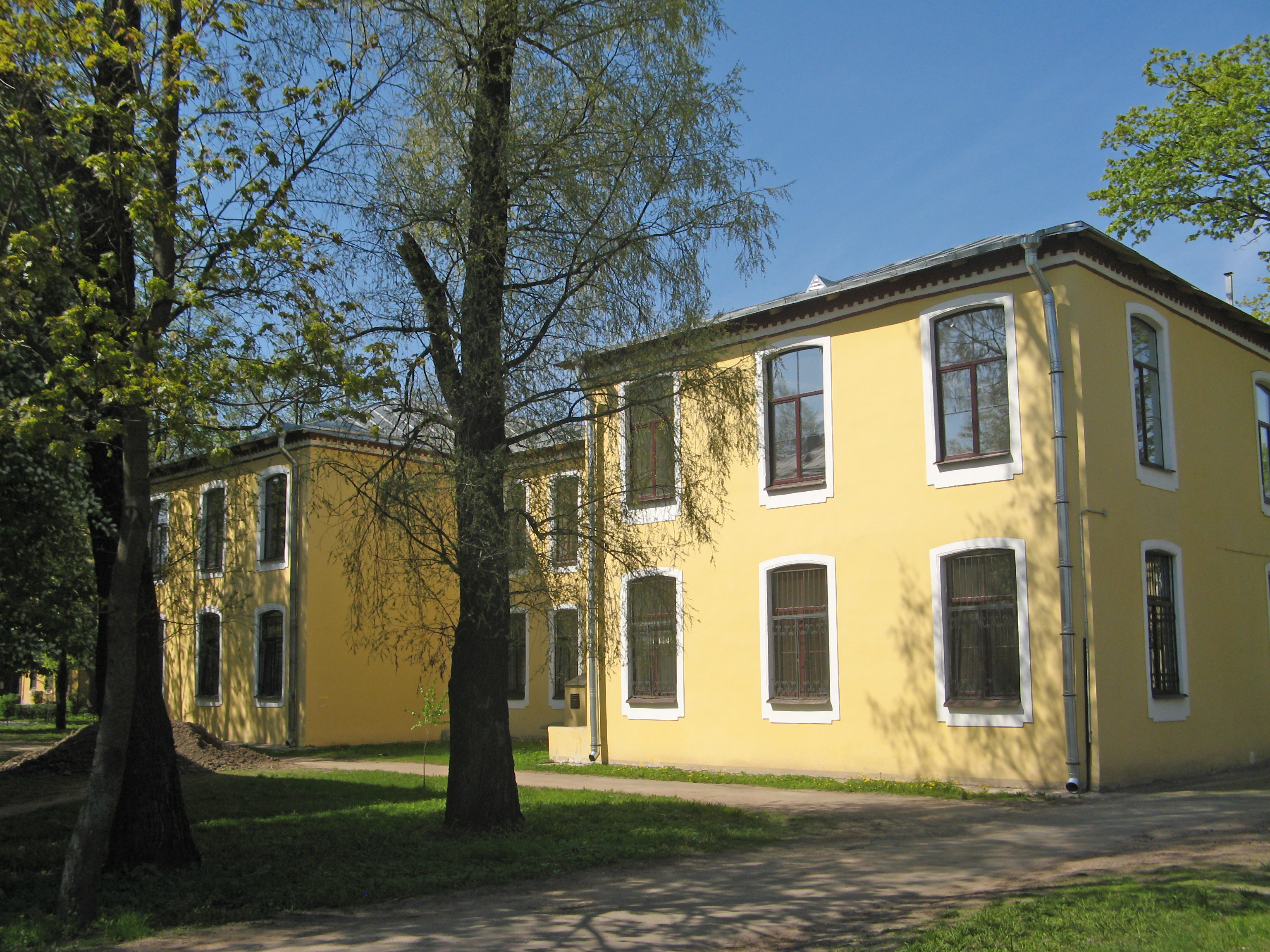
Типовые лечебные корпуса

Заразное отделение на 280 пациентов состроит из 8 зданий, стоящих двумя рядами со сдвигом друг относительно друга вдоль центральной аллеи. С одной стороны стоят 4 одноэтажных типовых павильона, с другой — три типовых двухэтажных павильона, у всех павильонов крылья обращены на юг, также к отделению относится Т-образное здание; ранее к отделению относились приёмный и обсервационный павильоны, но позднее их заменили на многоэтажные здания. Перекрытия зданий сделаны из бетона по железным балкам, перегородки — из железобетона, полы выложены метлахской плиткой Бахмутского завода, в палатах они были дубовыми на асфальте. Стены павильонов светлы, окна разной ширины, из декора у зданий только тонкие рамочные наличники и пояски карнизов.

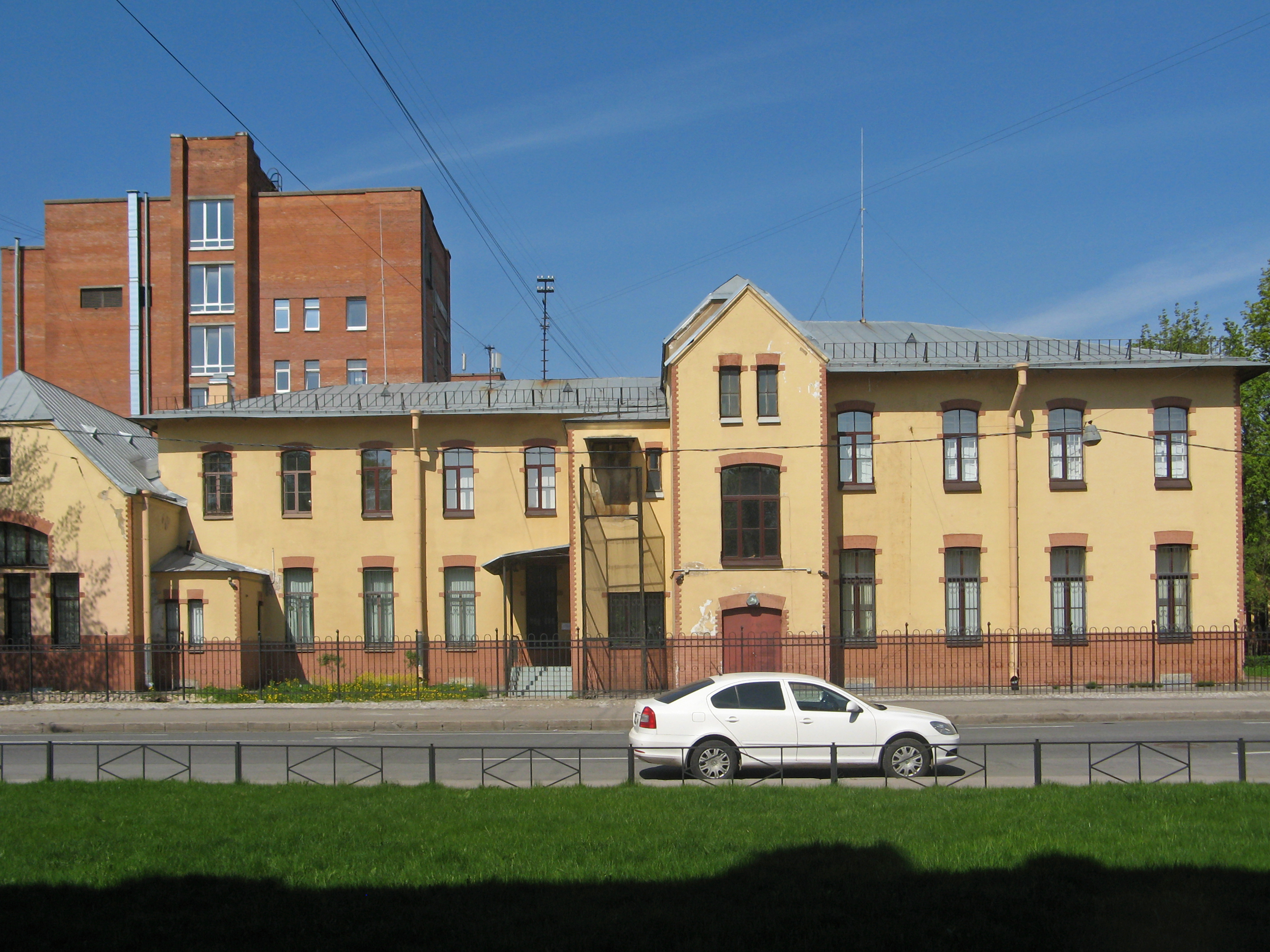
Амбулатория

На углу Большого Сампсониевского проспекта и Литовской улицы стоит Г-образное здание амбулатории (северное крыло строения было разобрано в 1980—1985 годах). В здании согласно внутреннему функциональному разделению чередуются выступы и западающие части. На углу здания расположен октогон с большими окнами, треугольными щипцами и массивным щипцом с фонариком; изначально в нём был вестибюль, незадолго до 2021 года его приспособили под часовню. У южной торцевой стены — четыре узких окна, над ними — широкое окно с дуговым абрисом, в трапециевидном щипце над ним сделано ещё два узких окна; на противоположном торце сделан единый арочный оконный проём. Основная часть здания двухэтажная, в ней были кабинеты врачей, аптека, лечебные и служебные помещения, операционная и лаборатория за трёхгранным выступом. Декор здания — выделяющая структурные элементы кирпичная отделка, кровля свешена на кобылках.
К служебным зданиям относилось два двухэтажных строения, кухонный флигель и здание для котельной, электрической станции, механической прачечной с дезинфекционной камерой и стерилизационная сточных вод; впоследствии они были надстроены и соединены. Над котельной стоит высокая краснокирпичная труба с декоративной рельефной выкладкой в нижней части. Рядом были построены в простых формах двухэтажный жилой дом для низших служащих и трёхэтажный с квартирами для врачей. Первый из них был надстроен И. С. Китнером, сделавшим четвёртый этаж схожим с первым, а третий — со вторым. Кроме того, неподалёку (улица Александра Матросова, 5) был построен ещё один трёхэтажный дом для персонала.

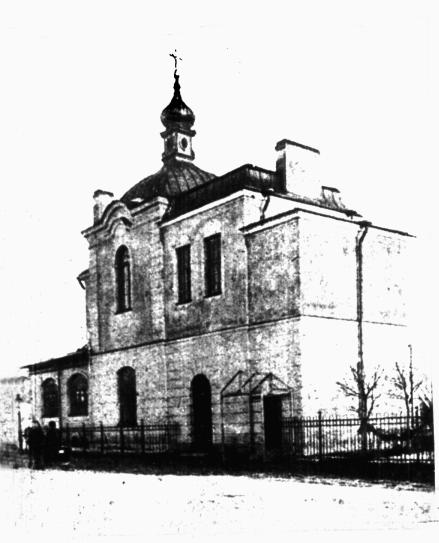
Здание часовни

Часовня комплекса была посвящена Св. Николаю Чудотворцу и мученице царице Александре. Изначально она была сделана при покойницкой, в 1909 году над строением построили второй этаж для храма, с пологим куполом и луковичной главкой в стиле раннего петербургского барокко. Церковь не сохранилась, на её месте расположено трёхэтажное здание анатомического корпуса. Планировалось построить отдельный храм, для чего весной 1903 года Петербургское общество архитекторов провело конкурс проектов в византийском стиле; постройка должна была быть рассчитана на 300 человек. На конкурсе было 9 работ, победили А. Н. Померанцев, В. А. Покровский и О. Р. Мунц, и Н. В. Васильев. Ни один из проектов реализован не был.
В 1925 году больница была перепрофилирована в Научно-практический институт охраны материнства и младенчества им. К. Цеткин. В 1930—1940-х годах на территории были построены новый родильный дом и анатомический корпус.